# Cacık

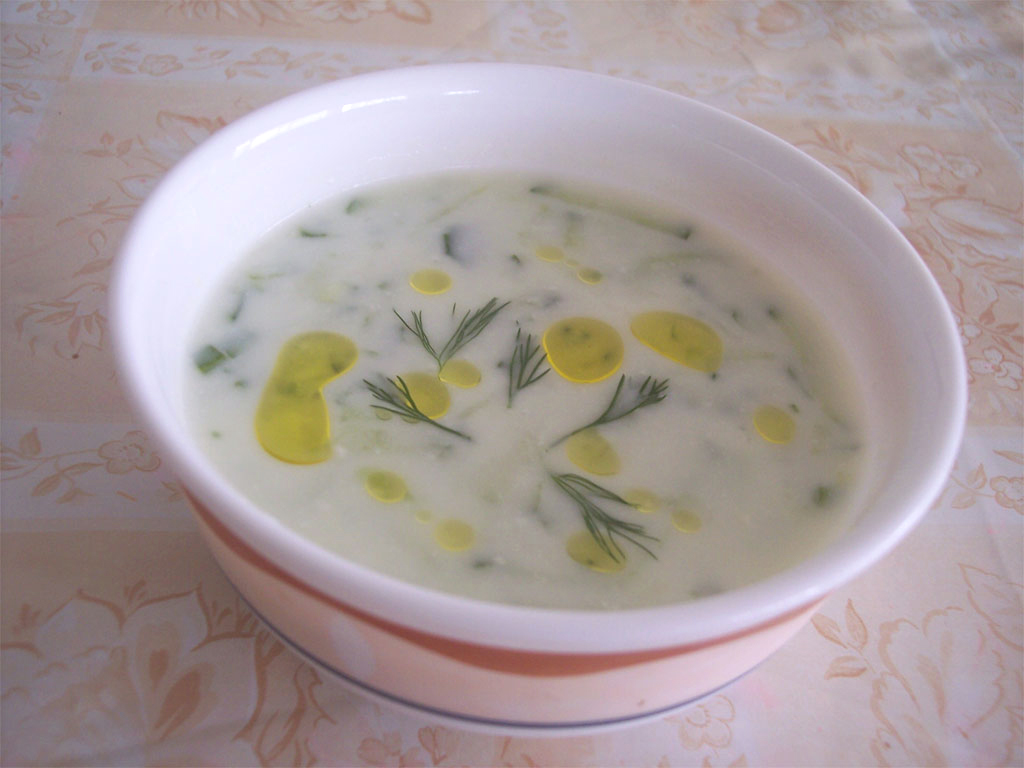
Cacık

Cacık [dʒaˈdʒɯk] este un preparat din bucătăria orientală, din iaurt, castraveți si usturoi.
La preparare se amestecă iaurt, iaurt fără zer (Süzme Yoğurt) și castravete tocat mărunt, se condimentează cu usturoi presat, sare, mentă sau mărar și se completează cu un pic de oțet și ulei de măsline. În funcție de rețetă și de scopul de utilizare, cacık este diluat cu apă. Ca și garnitură se servește mentă sau frunze de mărar.
Cacık este servit ca aperitiv, folosit ca sos pentru salate, kebap și lahmacun sau servit la lipie și börek.
Retete similare sunt cunoscute deja din Mesopotamia antică. Similare sunt tzatziki, din bucătăria grecească, taratoi din cea albaneză, mast o khiar din cea persană și Kheere ka Raita din bucătăria indiană (raita cu castraveți).